# 말레이족
말레이인은 동남아시아의 주요 오스트로네시아 민족으로, 말레이 반도를 비롯하여 브루나이와 동말레이시아의 보르네오섬 해안, 인도네시아 수마트라 섬에도 산다. 15세기 믈라카 술탄국이 등장하여 이슬람교, 말레이어, 말레이 전통을 바탕으로한 말레이인의 민족 정체성이 확립되었다.

## 같이 보기
- 말레이시아
- 원시 말레이족
- 오랑 아슬리